# 제1차 산업
일차 산업(一次產業), 제1차 산업(第一次產業)은 천연 자원을 직접 이용하는 경제 부문이다. 원시 산업이라고도 한다. 여기에는 주로 원재료를 채취하고 생산하는 산업을 가리키는데, 농업, 임업, 어업, 원유 추출 등을 포함한다.

## 산업구조
한 국가의 경제적 특성을 나타내는 방법의 하나로 그 나라의 산업별 인구구조를 사용할 때가 있다.

## 나라별 농업 생산량
| (01) 중국 | 2,101 |
| (02) 인도 | 1,602 |
| (03) 인도네시아 | 486   |
| (—) 유럽 연합 | 352   |
| (04) 파키스탄 | 284   |
| (05) 나이지리아 | 253   |
| (06) 브라질 | 209   |
| (07) 러시아 | 196   |
| (08) 미국 | 185   |
| (09) 이란 | 162   |
| (10) 튀르키예 | 155   |
| (11) 이집트 | 154   |
| (12) 태국 | 109   |
| (13) 베트남 | 108   |
| (14) 방글라데시 | 108   |
| (15) 아르헨티나 | 101   |
| (16) 멕시코 | 100   |
| (17) 필리핀 | 92    |
| (18) 미얀마 | 89    |
| (19) 알제리 | 87    |
| (20) 말레이시아 | 84    |
| The twenty largest countries by agricultural output (in PPP terms) at peak level as of 2018, according to the IMF and CIA World Factbook. |       |

## 같이 보기
- 자원의 저주
- 제2차 산업
- 제3차 산업
- 제4차 산업